# Tharwa
Tharwa, è una città compresa nel Territorio della Capitale Australiana. Risulta essere la città meno estesa del Territorio, ma non la meno popolata. Secondo il censimento del 2021, la città ha 82 abitanti.
È nel mezzo del parco nazionale Namadgi.
È la città più a sud del medesimo territorio.

## Storia
Tharwa fu fondata il 21 gennaio 1862. A differenza di Canberra che, fondata solo 38 anni prima, è decisamente più grande, Tharwa non si può espandere ulteriormente.
Il Ponte di Tharwa (in Inglese Tharwa Bridge) aprì il 27 marzo 1895. Attraversa il Murrumbidgee nell'unico tratto in cui passa nel territorio.

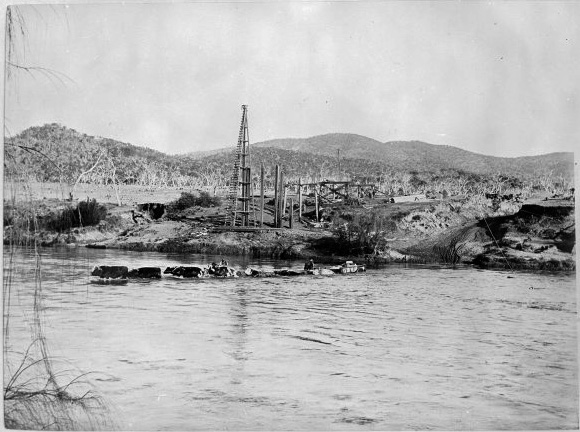
In questa foto il ponte di Tharwa durante la costruzione

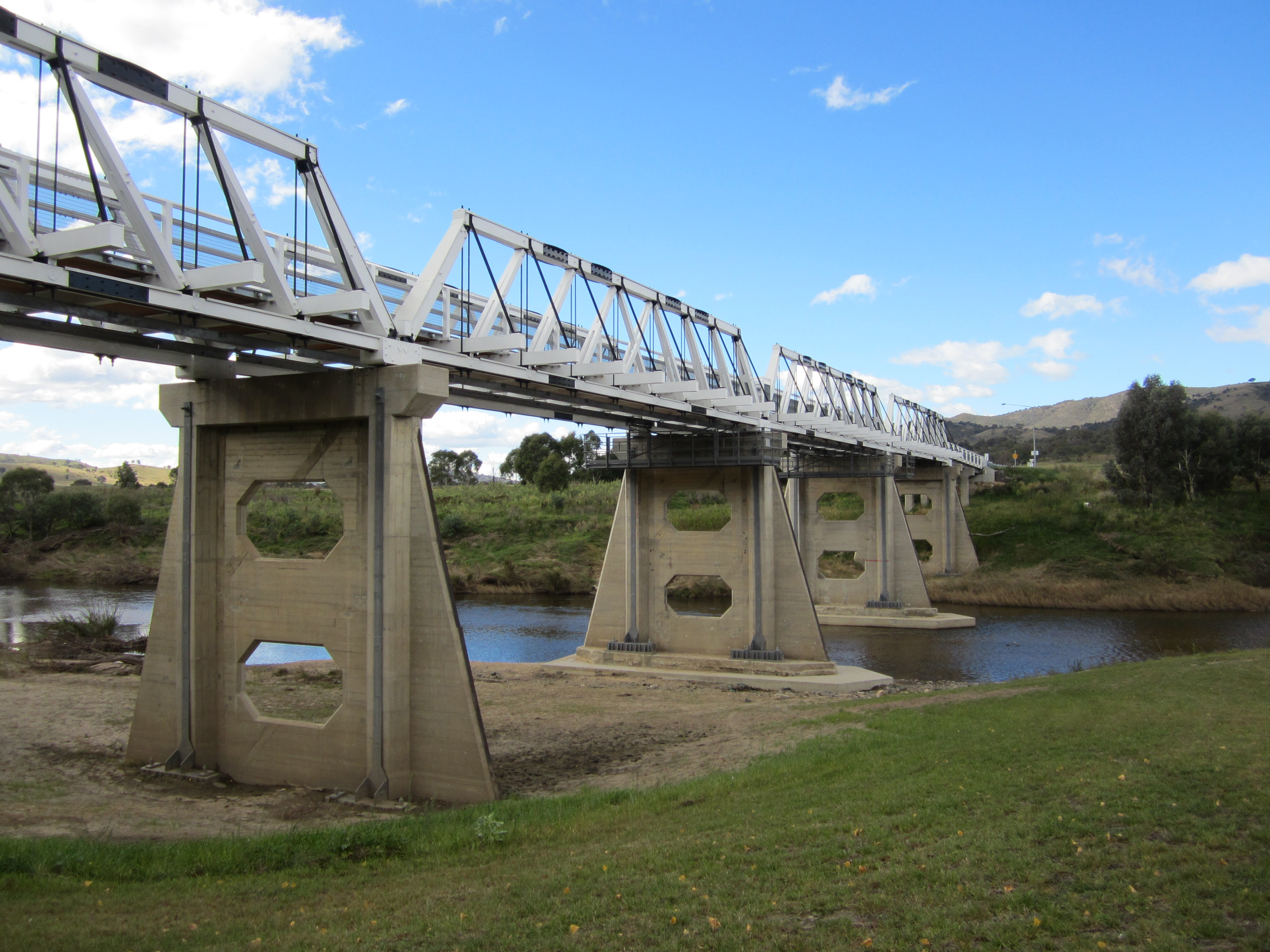
Il ponte nel 2012

La scuola elementare e dell'infanzia di Tharwa aprì nel 1899, una delle scuole per l'infanzia più vecchie del mondo ancora attive. Per quel che riguarda le elementari sono state chiuse nel 2006.

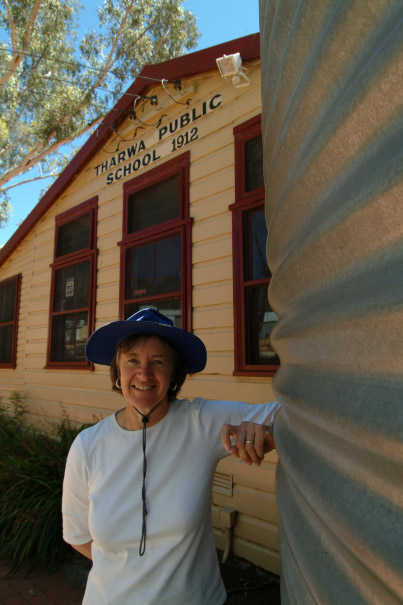
La scuola

Nel 2003 il ponte di Tharwa fu chiuso e riaprì nell'agosto 2008.

## Distanze
Dista 34 km dal centro della capitale del territorio Canberra (in linea stradale) e 24 in linea aerea.
Si raggiunge in mezz'ora da Canberra.